# Берлін-плюс

Карта членів ЄС і НАТО

Берлін-плюс (англ. Berlin Plus) — комплексний пакет домовленостей (угод), які були укладені 16 грудня 2002 року в Берліні між Організацією Північноатлантичного договору та Європейським Союзом.

## Історія створення
Наприкінці 2000 року з формальної передачі функцій Західноєвропейського союзу ЄС відносини між НАТО та Європейським союзом перейшли на якісно інший рівень. Переговори між цими двома організаціями, що були ініційовані у вересні 2000 року, призвели до обміну листами між Генеральним секретарем НАТО та Головою Ради ЄС у січні 2001 року, мета яких була — визначити області співпраці у питаннях безпеки та оборони.
Обмін листами забезпечив умови для спільних зустрічей на різних рівнях (у тому числі на найвищих). Зокрема, йшлося про дві щорічні спільні зустрічі міністрів закордонних справ ЄС та НАТО і, як мінімум, три спільні зустрічі Північноатлантичної ради та Комітету з питань політики і безпеки ЄС кожні півроку на рівні послів. З цього моменту зустрічі у форматі НАТО-ЄС стали звичайною процедурою у співпраці цих двох організацій.
Терористичні атаки на США у вересні 2001 року стали подальшим стимулом для розвитку більш тісної співпраці між НАТО і ЄС. Виникли інституційні контакти і взаємна участь у різного роду нарадах. У спільній декларації ЄС і НАТО, що була поширена у грудні 2002 року, організації вітали встановлення стратегічного партнерства, насамперед у сфері кризового регулювання. А кількома місяцями пізніше НАТО та ЄС наповнили змістом це стратегічне партнерство, підписавши серію документів, які отримали назву домовленостей «Берлін-плюс».
У 2004 році почалося створення національних та багатонаціональних тактичних груп ЄС, до складу кожної з таких входили до 1500 військовослужбовців. На цей час ці дві групи несуть постійне чергування.

## Зміст домовленостей
Домовленості «Берлін-плюс» базуються на визнанні того, що члени цих обох організацій мають один і той же набір сил і обмежені оборонні ресурси, які вони можуть надавати для проведення операцій у сфері оборони та захисту. У цих умовах, а також для того, щоб уникнути дублювання ресурсів, було досягнуто домовленостей про те, що в операціях, які проводяться під егідою ЄС, можуть вільно використовуватися сили і засоби НАТО. Реально ці домовленості дозволяють НАТО підтримувати операції, що проводяться Європейським союзом, в яких Альянс в цілому не задіян. Домовленості пройшли первинну апробацію під час військових операцій в Македонії (2003 рік), і в Боснії і Герцеговині (2004 рік). Крім цього, в листопаді 2003 року відбулися перші спільні навчання з врегулювання конфліктів, заснованих на механізмі, що передбачені комплексним пакетом цих двосторонніх угод.
Механізм домовленостей складається з таких основних елементів:
- гарантія доступу ЄС до усіх можливостей НАТО, що дозволить планувати військові операції під командуванням ЄС;
- презумпція доступності для ЄС заздалегідь визначених сил і засобів НАТО під командуванням ЄС;
- визначення діапазону європейських командних можливостей для операцій під егідою ЄС;
- подальша адаптація системи оборонного планування НАТО з тим, щоб спростити доступ до сил, які виділяються для проведення операцій під командуванням ЄС;
- обмін секретною інформацією на основі взаємних правил безпеки;
- моніторинг, повернення і відкликання сил і засобів НАТО;
- консультації між НАТО та ЄС у рамках операцій ЄС з врегулювання конфліктів, які припускають використання сил і засобів НАТО.

## Операції НАТО-ЄС
На сьогоднішній день ЄС при підтримці збройних сил НАТО провів дві операції:
- Операція «Конкордія»[3] в Північній Македонії;
- Операція «Алтея» в Боснії та Герцеговині.